# Babalao

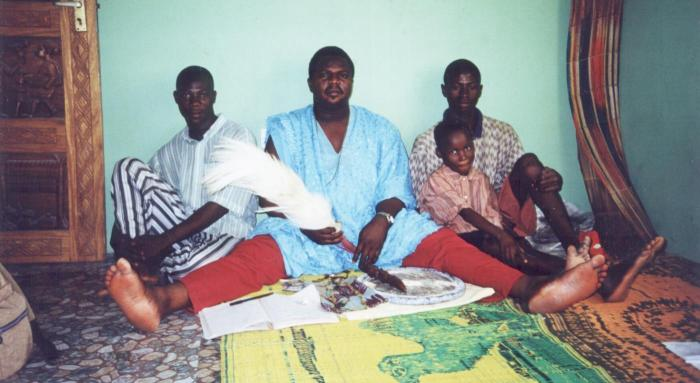
Babalawo africano

Un babalao[cita requerida] (en yoruba: babalawo o baba ifa, "padre de los secretos")  es, en la religión yoruba, un sacerdote del dios Orunmila u Orula, considerado un orisha de sabiduría que opera a través del sistema adivinatorio ifá. Orunmila es considerado el dios conocedor del pasado, el presente y el futuro.
El babalao, como sacerdote de ifá, puede predecir el futuro y cómo manejarlo a través de su comunicación con Orunmila. Esto se hace consultando con el ifá a través de la cadena de adivinación llamada opele, o semillas sagradas llamadas ikin sobre el tablero de adivinación de ifá.
En la santería o religión yoruba el babalao es reconocido como clérigo y actúa como tal en la comunidad. Un awo es el consultor espiritual para los clientes y aquellos que deben ser asistidos para conocer a su orisha tutelar e iniciarse en la tradición espiritual de los orishas.
En el tradicionalismo existen mujeres sacerdotisas de ifá llamadas iyaonifa, aunque esto no ocurre en la diáspora.
Los babalao deben mantener un entrenamiento en la memorización e interpretación de los 256 odus (escrituras sagradas) y los numerosos versos del ifá. Tradicionalmente, el babalao además tiene otras especialidades profesionales. Como por ejemplo, puede también ser un gran herborista, mientras otros se especializan en eliminar los problemas causados por los ajogun. El babalao es entrenado en la determinación de los problemas y en la aplicación de soluciones seculares o espirituales para la resolución de los mismos. Su función primordial es asistir a las personas a encontrar, entender y a procesar la vida hasta que experimenten la sabiduría espiritual como una parte de las experiencias cotidianas.
El babalao debe ayudar a las personas a desarrollar disciplina y carácter que apoyen ese crecimiento espiritual. Esto es realizado a través de la identificación del destino espiritual del cliente, llamado ori y desarrollar un camino espiritual que pueda ser utilizado como apoyo para cultivar y vivir ese destino.
Ya que el desarrollo espiritual de los demás está a cargo del babalao, este debe dedicarse a mejorar su propio conocimiento de la vida y convertirse en ejemplo para los demás. Un babalao que no controla su propio comportamiento en los mayores estándares de moral, puede perder el favor de su comunidad Orisha y es juzgado de manera más dura que los demás.
El babalao, suele usar un mazo de orula amarillo y verde, y dos ide de Orula, esté sacerdote es el único que puede colocar un ide de protección a uno de sus ahijados. Además de eso, los familiares más cercanos al babalao, pueden recibir doble ide, ya sean esposa, hijos, madre o apetevi, al igual que los ahijados por comunión bautismal (bautizo) en la religión católica, ya que forman parte del círculo familiar más cercano al babalao.
Algunos babalao son iniciados como adolescentes mientras otros aprenden ya de adultos (en Nigeria se inician a la edad de 7 años y para la edad de 17 años ya pueden adivinar). El entrenamiento y años de dedicación al ifá es la marca de los más instruidos y espiritualmente favorecidos. Es por esto que como promedio los iniciados del ifá deben entrenar al menos una década antes de ser reconocidos como babalaos completos y respetar siempre y regirse en el transcurso de su vida familiar y religiosa por los 16 mandamientos del ifá.